# Favrskov Kommune
Favrskov Kommune (udtale: [ˈfɑwˀɐˌsɡɒwˀ]) er en kommune i Østjylland under Region Midtjylland med 49.359 indbyggere  (2025), som omfatter byerne Hadsten, Ulstrup, Hammel, Thorsø og Hinnerup hvor sidstnævnte er kommunesæde. Kommunen beliggende med Aarhus mod sydøst, Randers mod nord, Viborg mod nordvest og Silkeborg mod sydvest. I det østlige del går motorvejen E45 fra nord til syd, mens Rute 26 er forbindelsesledet mellem øst og vest. Hinnerup og Hadsten har station på Den østjyske længdebane, mens Ulstrup har på Langå-Struer-banen.
Favrskov Kommunes mest kendte turistattraktion er Modelbane Europa, der er ét af Europas største modelbaneanlæg. Der findes en række slotte og herregårde; heriblandt Ulstrup Slot og Frijsenborg Slot. I den nordlige del løber Gudenåen, og en af dens større tilløb, Lilleåen, har både udløb og udspring i kommunen.
Kommunen blev dannet ved Strukturreformen i 2007 af de tidligere kommuner Hadsten, Hammel, Hinnerup og Hvorslev, samt sognene Granslev, Houlbjerg og Laurbjerg fra Langå Kommune. Navnet kommer fra hovedgården Favrskov, der ligger vest for Hadsten.

## Geografi
Farvskov Kommune ligger i Østjylland, og grænser mod Randers i nord, Syddjurs i øst, Aarhus i sydøst, Skanderborg i syd, Silkeborg i sydvest og Viborg i nordvest. Areal: 540,25 km². På langs (øst-vest) er kommunen 35 km på sit længste, mens den på tværs (nord-syd) er 28 km på sit længste.
Kommunen er naturligt opdelt i de gamle kommuner, der fungerer som hver sit lokalområde.

### Naturforhold
Landskabet i kommunen er et morænelandskab med udstrakte skov- og landbrugsarealer på en leret jordbund, præget af mange store bakker og dybe smeltevandsdale. Det skyldes primært beliggenheden umiddelbart øst for hovedstilstandslinjen fra den seneste istid.
Ved kommunens nordlige grænse mod Randers Kommune løber Nørreåen, der et af Gudenåens tilløb, igennem en bred ådal, der tidligere var en fjordarm til Randers Fjord. Lidt nord for Ulstrup løber Gudenåen – Danmarks længste å, der gennemløber en ligeså bred ådal mellem Bjerringbro og Langå med den lyngklædte bakke Busbjerg (92 m.o.h.) som et godt udsigtspunkt. Busbjerg blev fredet i 1953. Ved åen, der både har sit udspring og udløb i kommunen, Lilleå, finder vi kommunen højeste punkt – Lysnet, der med sine 131 m.o.h. er Danmarks niendehøjeste punkt.
Lilleådalen, med Lilleåen som også er tilløb til Gudenåen, er en smeltevandsdal fra sidste istid. Dalen skærer sig dybt ned i terrænet, og går fra at være 500 m bred syd for Hadsten til at være 2.000 m bred umildbart vest for byen, hvor tunneldalen fra Alling Å støder til. Hadsten først kendte navn fra 1432 Halstiern; dens første stavelse Hals- er gammeldansk for indsnævring, hvilket uden tvivl har noget med dalen indsnævring syd for byen.
I kommunens sydvestlige hjørne gennemskæres bakkeplateauet nord for Hammel af Granslev Ådal; en nordøst-sydvestgående tunneldal med stejle og skovdækkede skrænter, der i gennemsnit er 50 m høje. Ådalen gennemskærer den nordlige del af Frijsenborgskovene. Granslev Å som flyder i bunden af dalen, har sit udspring ved Tulstrup vest for Hammel, omkring to km nordøst for Søbygård Sø. Åen munder ud i Lilleåen, sydøst for Laurbjerg. Søbygård Sø afvandes af Gjern Å. Ud af Granslev Ådals talrige sidedale og kløfter, findes der i én af disse den kendte vandmølle og kro Pøt Mølle. Den nuværende møllebygning er fra 1954, men en tro kopi af den gamle møllebygning, som er nedbrændt. Sammen med Granslev Ådal udgør dalen, hvor Voermølle Å løber, et af kommunens særlige områder til naturbeskyttelse. I den sydlige del af kommunen ligger den 45 ha store Lading Sø, der, sammen med den omkringliggende tunneldal, blev fredet i 1963.
I det nordøstlige hjørne løber Alling Å, der har sit udspring nord for Rud Kirke, har Naturstyrelsen i samarbejde med lokale lodsejere etableret et vådområde. Få kilometer vest for Hadsten har Farvskov Kommune og Naturstyrelse, med sidstnævnte som ejer, erhveret Alling Ås tunneldal yderste del, hvor Vissing Bæk i dag løber, med det formål at etablere endnu et vådområde.

## Administrativ historik
Favrskov Kommune blev dannet ved en sammenlægning af Hadsten, Hinnerup, Hammel, Hvorslev og de sydlige sogne af Langå Kommune.

## Demografi
| Kommunens største byer |           |                   |
| Nr                     | By        | Indbyggere (2025) |
| 1                      | Hadsten   | 8.560             |
| 2                      | Hinnerup  | 8.529             |
| 3                      | Hammel    | 7.234             |
| 4                      | Søften    | 3.129             |
| 5                      | Ulstrup   | 1.887             |
| 6                      | Thorsø    | 1.747             |
| 7                      | Folby     | 1.193             |
| 8                      | Laurbjerg | 941               |
| 9                      | Voldum    | 926               |
| 10                     | Lading    | 897               |
| 11                     | Hadbjerg  | 725               |
| 12                     | Selling   | 646               |
| 13                     | Voldby    | 451               |
| 14                     | Grundfør  | 402               |
| 15                     | Ødum      | 336               |
| 16                     | Farre     | 295               |
| 17                     | Norring   | 277               |
| 18                     | Svenstrup | 267               |
| 19                     | Aidt      | 261               |
| 20                     | Skjød     | 239               |

## Politik
Favrskov Kommune er ledet af den konservative borgmester Lars Storgaard, der har siddet på posten siden 2022 med en konstitueringsaftale, som inkluderer samtlige partier i byrådet.

### Byrådet
Uddybende artikel: Byrådet i Favrskov Kommune 2014-2017.

### Mandatfordeling 2005-21
| 9 |  | 3 | 2 |  | 11 |

| 23 | 4 |

| 11 | 2 | 3 |  | 10 |

| 19 | 8 |

| 11 |  |  | 2 | 9 |  |

| 16 | 9 |

| 11 | 2 |  |  | 9 |  |

| 14 | 11 |

| 9 |  | 6 |  |  |  | 5 |  |

| 15 | 10 |

| 9 |  | 6 |  | 2 |  | 2 |  |  |  |

| 15 | 10 |

| Navn                           | Parti                                    |
| ------------------------------ | ---------------------------------------- |
| Nils Borring                   | Socialdemokratiet - 9 mandater           |
| Isabell Friis Madsen           | Socialdemokratiet - 9 mandater           |
| Erling Kvist Andersen          | Socialdemokratiet - 9 mandater           |
| Rikke Randrup Skåning          | Socialdemokratiet - 9 mandater           |
| Lone Boye                      | Socialdemokratiet - 9 mandater           |
| Kristoffer Merrild             | Socialdemokratiet - 9 mandater           |
| Søren Gade                     | Socialdemokratiet - 9 mandater           |
| Grethe Villadsen               | Socialdemokratiet - 9 mandater           |
| Maria Degn                     | Socialdemokratiet - 9 mandater           |
| Lars Storgaard (Borgmester)    | Det Konservative Folkeparti - 6 mandater |
| Mette Nøhr                     | Det Konservative Folkeparti - 6 mandater |
| Charlotte Green                | Det Konservative Folkeparti - 6 mandater |
| Niels Christian Selchau-Mark   | Det Konservative Folkeparti - 6 mandater |
| René Schneider                 | Det Konservative Folkeparti - 6 mandater |
| Anne-Sophie Schjønning Eriksen | Det Konservative Folkeparti - 6 mandater |
| Birgit Liin                    | Venstre - 5 mandater                     |
| Morten Bang                    | Venstre - 5 mandater                     |
| Flemming Nørgaard              | Venstre - 5 mandater                     |
| Thomas Storm                   | Venstre - 5 mandater                     |
| Simon Buus Olsen               | Venstre - 5 mandater                     |
| Thake Fogh Cordt               | Enhedslisten - 1 mandat                  |
| Søren Frandsen                 | Socialistisk Folkeparti - 1 mandat       |
| Torben Christensen             | Radikale Venstre - 1 mandat              |
| Erling Høj Sørensen            | Nye Borgerlige - 1 mandat                |
| Eva Damsgaard                  | Dansk Folkeparti - 1 mandat              |

| Navn                | Skiftet fra    | Skiftet til          | Dato             |
| ------------------- | -------------- | -------------------- | ---------------- |
| Birgit Liin         | Venstre        | Løsgænger            | 21. februar 2024 |
| Morten Bang         | Venstre        | Løsgænger            | 21. februar 2024 |
| Simon Buus Olsen    | Venstre        | Løsgænger            | 21. februar 2024 |
| Simon Buus Olsen    | Løsgænger      | Liberal Alliance     | 28. februar 2024 |
| Erling Høj Sørensen | Nye Borgerlige | Liberal Alliance     | 28. februar 2024 |
| Morten Bang         | Løsgænger      | Danmarksdemokraterne | 13. oktober 2024 |

| Navn                      | Parti                           |
| ------------------------- | ------------------------------- |
| Nils Borring (Borgmester) | Socialdemokratiet - 11 mandater |
| Isabell Friis Madsen      | Socialdemokratiet - 11 mandater |
| Rikke Randrup Skåning     | Socialdemokratiet - 11 mandater |
| Erling Kvist Andersen     | Socialdemokratiet - 11 mandater |
| Lone Boye                 | Socialdemokratiet - 11 mandater |
| Grethe Villadsen          | Socialdemokratiet - 11 mandater |
| Søren Gade                | Socialdemokratiet - 11 mandater |
| Steen Thomasen            | Socialdemokratiet - 11 mandater |
| Niels Flade Nielsen       | Socialdemokratiet - 11 mandater |
| Gitte Lynderup Lauritsen  | Socialdemokratiet - 11 mandater |
| Erik Særkjær              | Socialdemokratiet - 11 mandater |
| Flemming Nørgaard         | Venstre - 9 mandater            |
| Anders G. Christensen     | Venstre - 9 mandater            |
| Birgit Liin               | Venstre - 9 mandater            |
| Thomas Storm              | Venstre - 9 mandater            |
| Morten Bang               | Venstre - 9 mandater            |
| Kurt Andreassen           | Venstre - 9 mandater            |
| Dorte Winther             | Venstre - 9 mandater            |
| Lone Glarbo               | Venstre - 9 mandater            |
| Hanne Smedegaard          | Venstre - 9 mandater            |
| Lars Storgaard            | Konservative - 2 mandater       |
| Charlotte Green           | Konservative - 2 mandater       |
| Bodil Kvistgaard Olsen    | Enhedslisten - 1 mandat         |
| Niels Kallehave           | Dansk Folkeparti - 1 mandat     |
| Søren Frandsen            | SF - 1 mandat                   |

### Partiernes stærkeste valgdistrikt, valget 2021
Herunder findes en liste over byrådspartiernes stærkeste valgdistrikt ved kommunalvalget i 2021.
| Parti                     | Valgdistrikt           | Valgdistrikt | Kommune |
| Parti                     | Stærkeste              | Andel        | Andel   |
| ------------------------- | ---------------------- | ------------ | ------- |
| A                         | Hammel Nord            | 48,0 %       | 35,6 %  |
| C                         | Ulstrup                | 42,2 %       | 21,5 %  |
| F                         | Haldum-Hinnerup Hallen | 7,8 %        | 3,9 %   |
| O                         | Foldby                 | 5,3 %        | 3,5 %   |
| V                         | Voldum                 | 42,0 %       | 21,6 %  |
| Ø                         | Foldby                 | 6,4 %        | 4,7 %   |
| Data hentet fra KMD Valg. |                        |              |         |

### Partiernes stærkeste valgdistrikt, valget 2017
Herunder findes en liste over byrådspartiernes stærkeste valgdistrikt ved kommunalvalget i 2017.
| Parti                     | Valgdistrikt        | Valgdistrikt | Kommune |
| Parti                     | Stærkeste           | Andel        | Andel   |
| ------------------------- | ------------------- | ------------ | ------- |
| A                         | Hammel Nord         | 54,4 %       | 43,1 %  |
| C                         | Ulstrup             | 22,0 %       | 6,5 %   |
| F                         | Foldby              | 5,0 %        | 2,8 %   |
| O                         | Lading              | 8,9 %        | 6,6 %   |
| V                         | Laurbjerg/Houlbjerg | 45,0 %       | 29,7 %  |
| Ø                         | Foldby              | 6,4 %        | 3,3 %   |
| Data hentet fra KMD Valg. |                     |              |         |

### Borgmestre
| Navn                  | Parti                       | Periode                            |
| --------------------- | --------------------------- | ---------------------------------- |
| Anders G. Christensen | Venstre                     | 1. januar 2007 - 31. december 2009 |
| Nils Borring          | Socialdemokraterne          | 1. januar 2010 - 31. december 2021 |
| Lars Storgaard        | Det Konservative Folkeparti | 1. januar 2022 -                   |

## Venskabskommuner
Efter kommunalreformen overtog Favrskov Kommune de tidligere kommuners respektive venskabsbyer. Koordinationsudvalget, som blev nedsat i forbindelse med kommunesammenlægningen, indstillede den 30. oktober 2006 at samarbejdet indstilles med følgende byer Leśna (Hvorslev) og Karparcz (Hammel).
Foreningen Nordens lokalafdeling i Hadsten/Hinnerup har et samarbejde med følgende kommuner; Saarijärvi i Finland og Gran i Norge, mens lokalafdelingen i Hammel har et samarbejde med følgende kommuner; Nykarleby i Finland, Sollefteå i Sverige og Steinkjer i Norge. Kungsbacka i Sverige har tidligere været en del af Foreningen Nordens lokalafdeling i Hadsten/Hinnerup, men er overgået til Favrskov Kommune. Ved byrådsmødet den 31. marts 2009, blev det besluttet at fortsætte samarbejdet med følgende kommuner:
- Kungsbacka, Sverige [15]
- Hå, Norge [14]
- Mosonmagyaróvár, Ungarn [16]

## Statistisk kilde
- statistikbanken.dk Danmarks Statistik
- Kommunens hjemmeside www.favrskov.dk Arkiveret 28. august 2004 hos  Wayback Machine

## Fodnoter
1. ↑  De Kommunale Nøgletal. Økonomi- og Indenrigsministeriet. Sidst læst: 2014-01-05
2. 1 2  Danmarks Statistik: Statistikbanken Tabel BY1: Folketal 1. januar efter byområde, alder og køn
3. ↑  "Måleværktøj". Danmarks Arealinformation. Arkiveret fra originalen 9. februar 2005. Hentet 20. januar 2021. Hentet 19. oktober 2013
4. 1 2 3  "Favrskov Kommune". Den Store Danske. Arkiveret fra originalen 19. november 2013. Hentet 19. oktober 2013.
5. ↑  Naturperler: Lysnet Arkiveret 19. oktober 2013 hos  Wayback Machine. Favrskov Kommune. Hentet 19. oktober 2013.
6. ↑  Jensen, Børge. Hadsten Sogns historie. ISBN 87-981556-0-1.
7. ↑  Baggrundsnotat for etablering af et vådområde ved Alling Å. Arkiveret 14. juli 2014 hos  Wayback Machine Naturstyrelsen. Hentet 19. oktober 2013.
8. ↑  Vådområde i Vissing Enge klar til indvielse (Webside ikke længere tilgængelig). Farvskov Kommune. Hentet 19. oktober 2013.
9. ↑  "BY1: Folketal 1. januar efter byområde, alder og køn". Danmarks Statistikbank. Danmarks Statistik.
10. ↑  Hele byrådet er med i konstitueringsaftalen i Favrskov
11. 1 2 3  Politikere vil ikke uddybe exit: - Vi er åbenlyst uenige | TV2 Østjylland
12. 1 2  En uge efter exit: Nu har løsgænger fundet nyt parti | TV2 Østjylland
13. ↑  https://www.tv2ostjylland.dk/favrskov/efter-otte-maaneder-byraadspolitiker-finder-nyt-parti
14. 1 2 3  Venskabsbysamarbejde i Favrskov Kommune Arkiveret 6. marts 2016 hos  Wayback Machine Byrådsmøde 31. marts 2009
15. ↑  En letbane for hele Østjylland Arkiveret 2. april 2012 hos  Wayback Machine (Hentet 01-08-2012)
16. ↑  "Hadsten Kommune" (PDF). Favrskovbogen 2006. Arkiveret (PDF) fra originalen 15. januar 2014. Hentet 2012-06-01.

56°19′43″N 10°02′46″Ø / 56.328611°N 10.046111°Ø